# C/2012 E2
C/2012 E2 또는 스완 혜성(영어: Comet SWAN)은 2012년 3월 8일 발견된 선그레이징 혜성이다. 발견 초기 제2의 러브조이 혜성이 될 것으로 기대되었으나, 근일점에서 살아남지 못했고, 결국 소멸되었다.
이 혜성은 보통의 선그레이징 혜성과 다른 밝기 변화 양상을 보였다. 2012년 3월 8일 우크라이나의 아마추어 천문가 블라디미르 베즈글리는 소호 태양 관측 위성에 탑재된 SWAN이라는 장비로 촬영한 3장의 사진에서 발견된 미지의 혜성을 보고했다. 이때 밝기는 +8 등성이었다. SWAN 장비로 촬영된 혜성 중 이렇게 밝게 촬영된 적은 없었고, 심지어 2011년 12월에 대혜성이 된 러브조이 혜성도 이런 적은 없었기에, 이 혜성은 밝은 대혜성이 될 것으로 기대되었다.
이후 소호 태양 관측 위성과 스테레오 위성이 다시 관측하였고, 분열되기 직전 최대 밝기는 +1등성이었다. 만약 이 혜성이 근일점을 통과했다면 최대밝기는 -8등성으로 맥노트 혜성보다 더욱 밝았을 것이다.